# Polskie Radio Pomorza i Kujaw

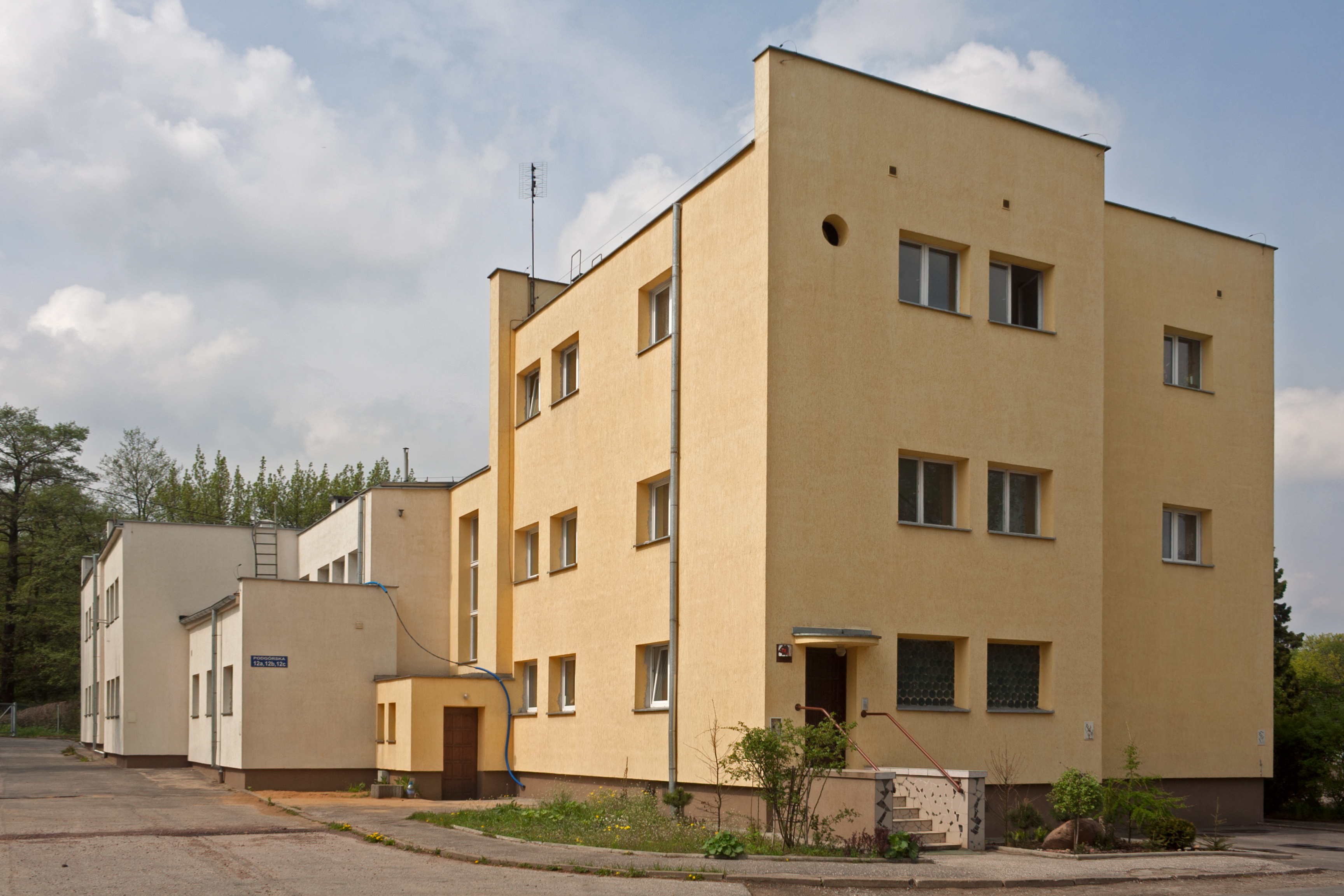
Budynek Pomorskiej Rozgłośni Polskiego Radia, uruchomionej 15 stycznia 1935 roku w Toruniu (stan obecny)

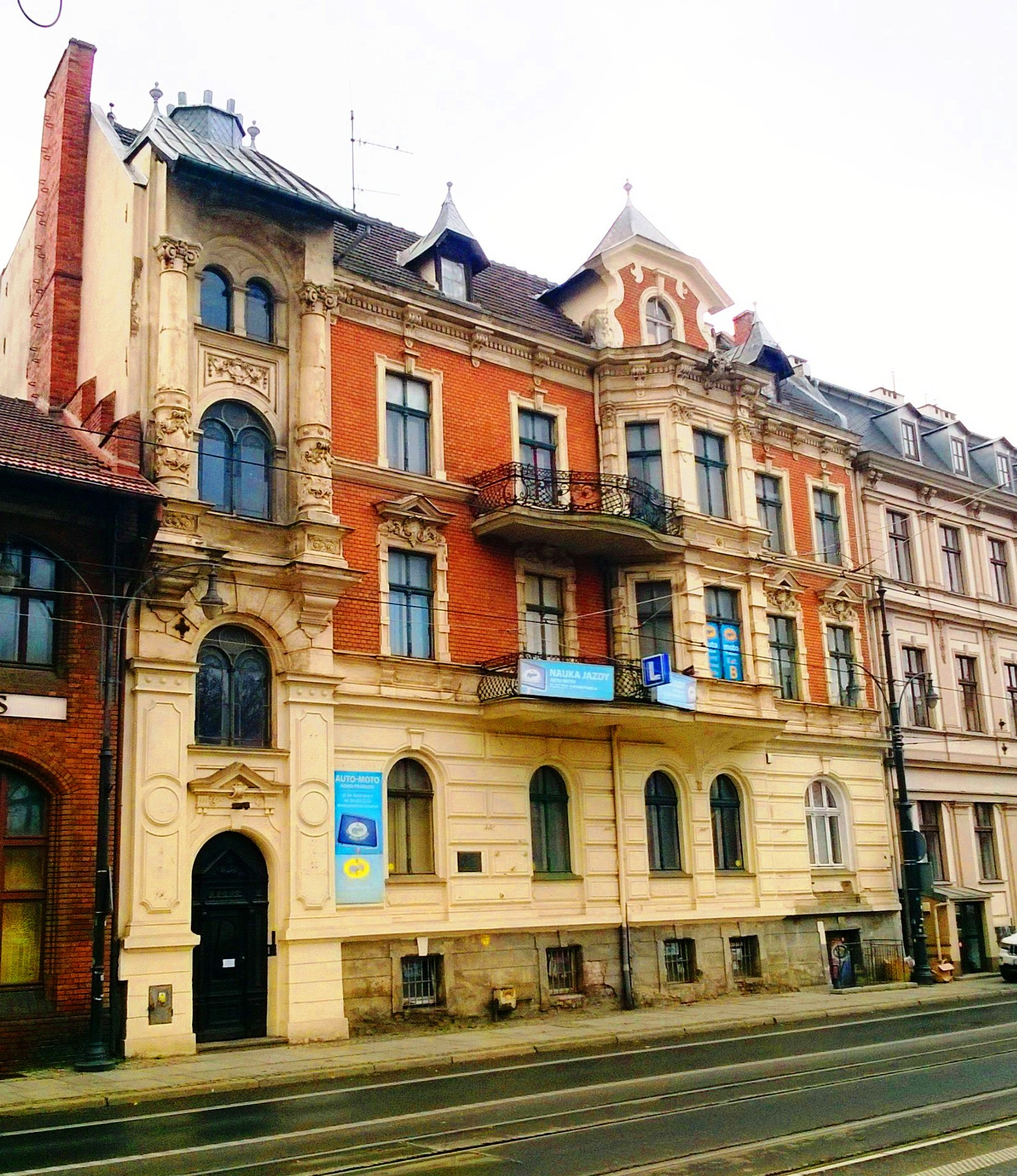
Kamienica przy pl. św. Katarzyny 4 w Toruniu, siedziba radia w latach 1938-1939 i 1945–1974

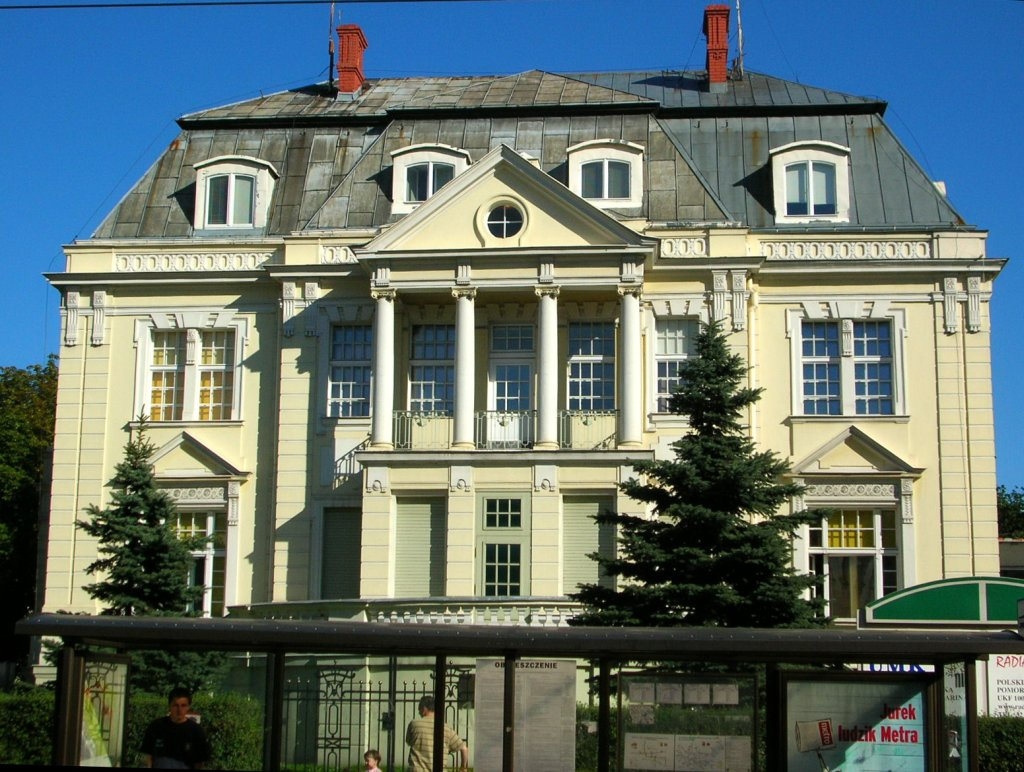
Willa Wilhelma Blumwe w Bydgoszczy od 1945 r. należąca do Radia PiK, w latach 40 XX w. pracował tu m.in. Jeremi Przybora

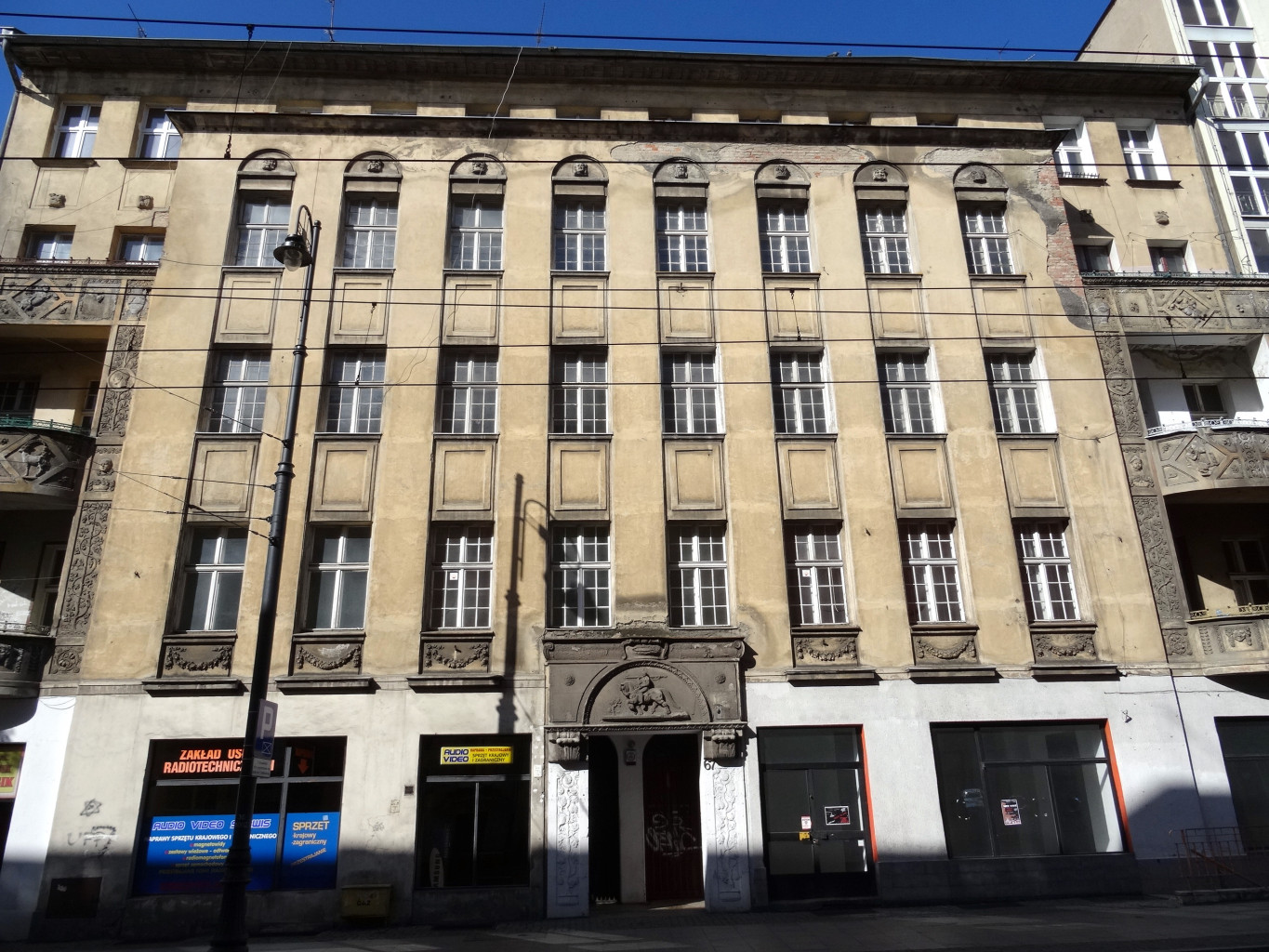
Kamienica przy ul. Dworcowej 67 (1913, proj. Otto Walther z Berlina), przejściowo (1948-1951) należąca do Rozgłośni Radiowej

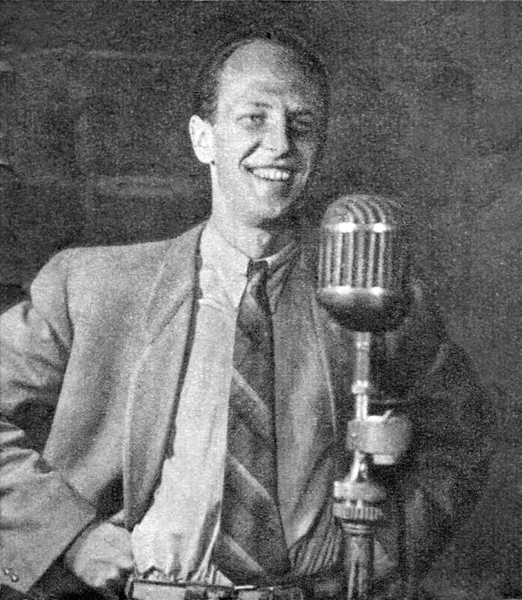
Jeremi Przybora – spiker i autor audycji w Pomorskiej Rozgłośni Polskiego Radia w Bydgoszczy (koniec lat 40)

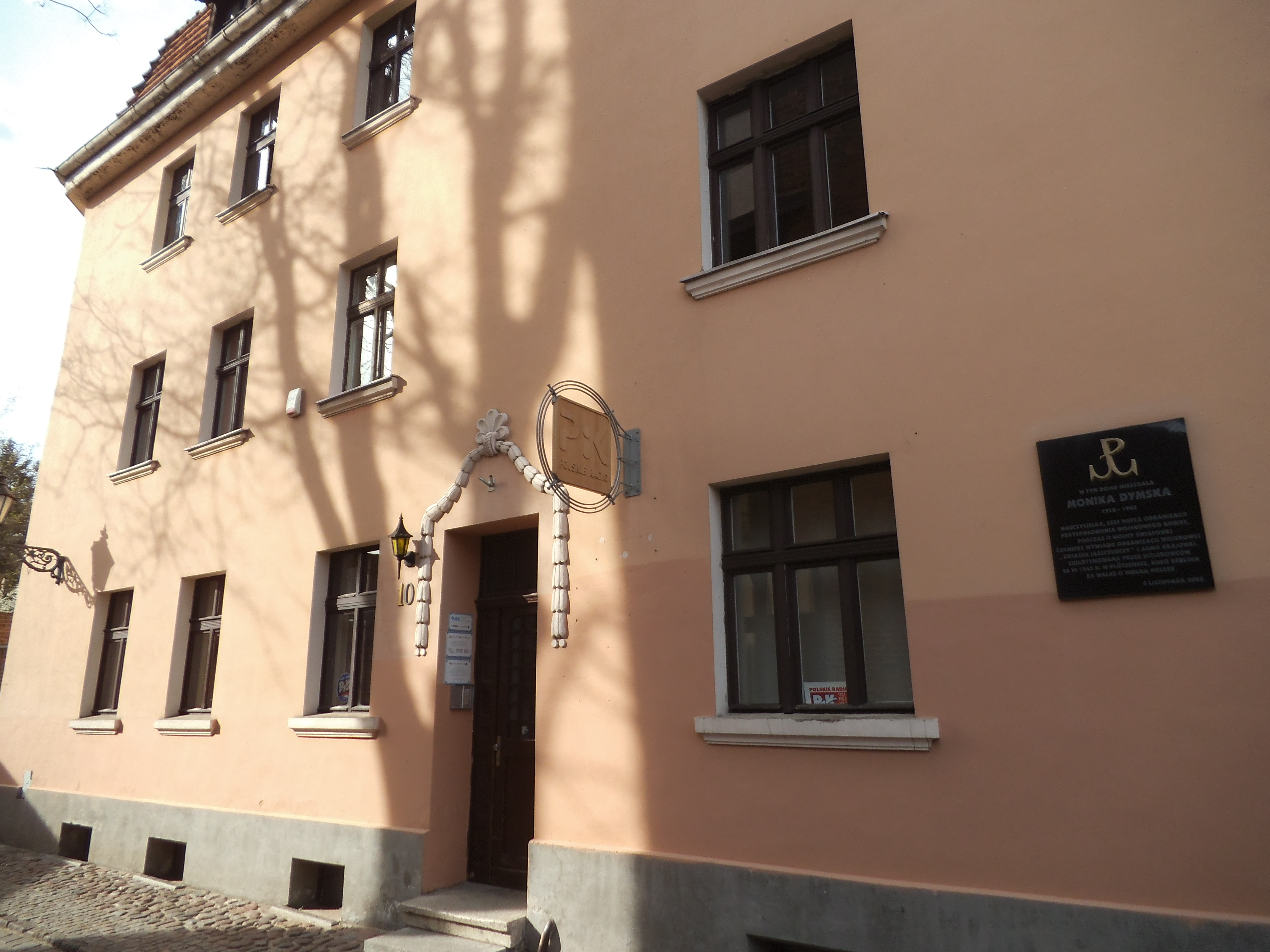
Była siedziba Polskiego Radia w Toruniu

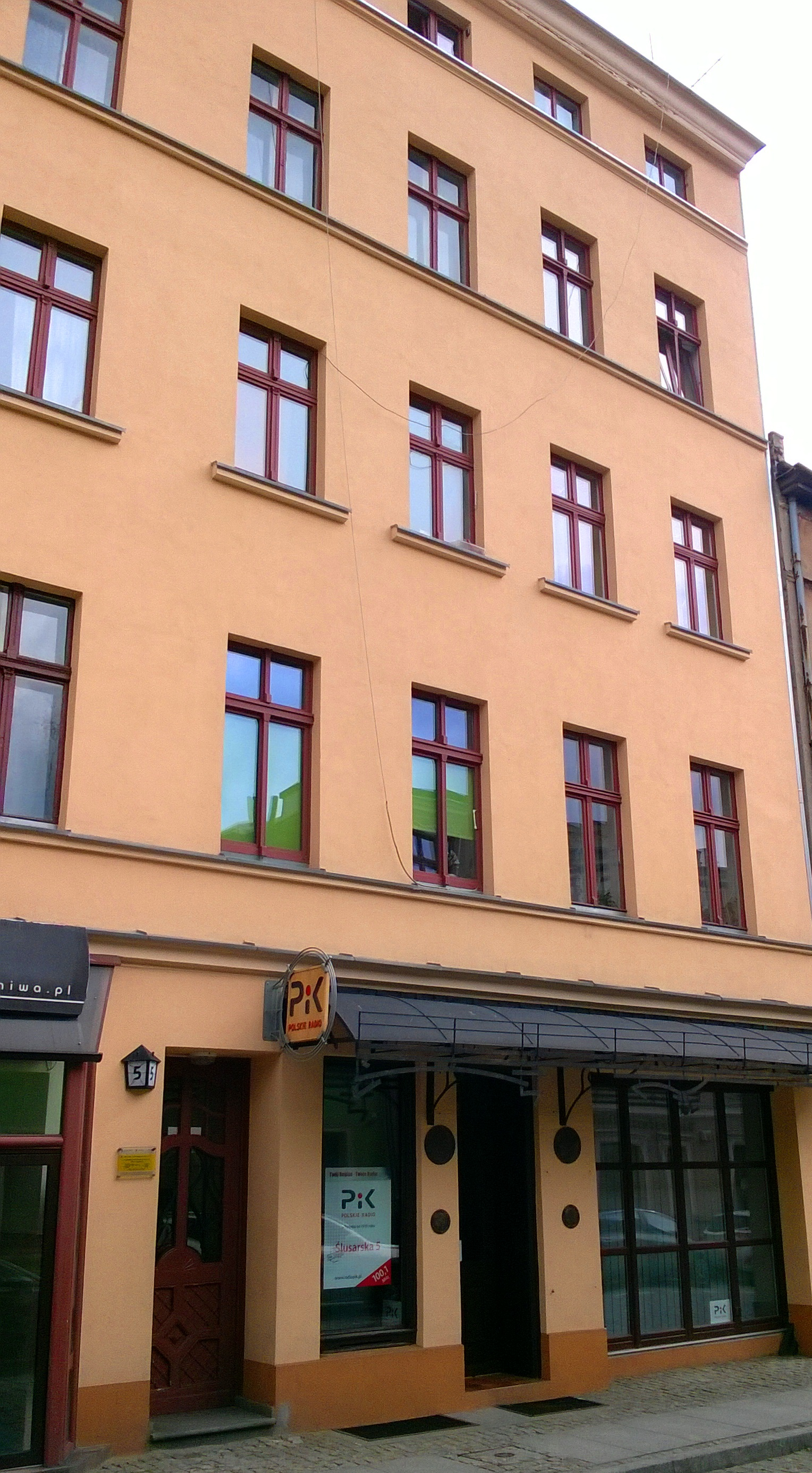
Siedziba redakcji Polskiego Radia PiK przy ul. Ślusarskiej 5 w Toruniu

Polskie Radio Pomorza i Kujaw (Radio PiK) – regionalna rozgłośnia Polskiego Radia z siedzibą w Bydgoszczy.
Stacja należy do Audytorium 17. Swoim zasięgiem pokrywa cały teren województwa kujawsko-pomorskiego oraz przygraniczne tereny sąsiednich województw.

## Zasięg
W 2011 r. zasięg odbioru Radia PiK obejmował całe województwo kujawsko-pomorskie, północno-wschodnią część województwa wielkopolskiego (Gniezno, Piła, Konin), południową część województwa pomorskiego (Chojnice, Starogard Gdański) i zachodnią województwa mazowieckiego (okolice Płocka). Podczas sprzyjających warunków atmosferycznych rozgłośni można słuchać nawet w okolicach Władysławowa.
| Częstotliwość | Lokalizacja nadawcza         | Moc nadajnika |
| ------------- | ---------------------------- | ------------- |
| 100,1 MHz     | RTCN Bydgoszcz *Trzeciewiec* | 120 kW        |
| 100,3 MHz     | Włocławek *Szpetal Górny*    | 1 kW          |
| 106,9 MHz     | Brodnica *Cielęta*           | 10 kW         |

## Odbiór cyfrowy
Od 2015 roku rozgłośni można słuchać na radioodbiornikach naziemnej radiofonii cyfrowej DAB+.

## Charakterystyka
Polskie Radio PiK realizuje misję radia publicznego, co wiąże się z obowiązkiem emitowania audycji edukacyjnych, poradniczych, artystycznych, publicystycznych, informacyjnych oraz promujących miejscowe środowisko kulturalne: twórców, artystów, pisarzy, muzyków. Na antenie rozgłośni oprócz treści informacyjno-rozrywkowych znajdują miejsce liczne reportaże, słuchowiska, adaptacje literackie, rozmowy z intelektualistami i ludźmi kultury itp.
Rozgłośnia prezentuje częste serwisy informacyjne, nastawione na informacje z regionu kujawsko-pomorskiego, relacjonuje bieżące wydarzenia sportowe, popularyzuje życie kulturalne regionu. Rozgłośnia dysponuje własnym Studiem Nagraniowym, z którego korzystają m.in. zespoły muzyczne.
Od 2010 r. funkcjonuje Archiwum Radiowe Polskiego Radia w Bydgoszczy, które zawiera 20 tys. audycji zarejestrowanych od marca 1950 r., a także kilka wcześniejszych (od 1939 r.).

### Struktura organizacyjna
Radio PiK posiada siedzibę i sześć redakcji tematycznych w Bydgoszczy oraz redakcje i studia terenowe w Toruniu i Włocławku oraz placówkę dziennikarską w Grudziądzu.

## Słuchalność
Według badania Radio Track (wykonane przez Millward Brown SMG/KRC) za okres grudzień-maj 2021/2022, wskaźnik udziału w rynku słuchalności Polskiego Radia Pomorza i Kujaw wyniósł 5,2 proc., co dało tej stacji 8. pozycję w bydgoskim rynku radiowym.

## Historia

### Pomorska Rozgłośnia Polskiego Radia w Toruniu – okres międzywojenny
Polska radiofonia narodziła się 1 lutego 1925 roku, kiedy to Polskie Towarzystwo Radiotechniczne uruchomiło w Warszawie pierwszą w kraju stację nadawczą do prowadzenia stałych transmisji programowych i nadało pierwszą audycję. W marcu 1925 r. zademonstrowano publicznie po raz pierwszy w Bydgoszczy muzykę płynącą z radia (aula Gimnazjum im. Mikołaja Kopernika).
15 grudnia 1934 roku regularną działalność rozpoczęła Pomorska Rozgłośnia Polskiego Radia z siedzibą w Toruniu. Było to ósma z kolei radiostacja w Polsce i jedna z większych w kraju. O potrzebie jej istnienia w województwie pomorskim zadecydowało rosnące znaczenie gospodarcze i kulturalne Pomorza, między innymi zainteresowanie gospodarką morską (budowa Gdyni). Ponadto w germanizowanym przez lata regionie radio miało utrwalać polskość i upowszechniać tradycje patriotyzmu.
W latach 1936–1937 uruchomiono podstudia w Bydgoszczy, Gdyni i Ciechocinku. Rozgłośnia miała być przeciwwagą dla propagandowej niemieckiej radiostacji w Lidzbarku Warmińskim (niem. Heilsberg). Dysponowała nadajnikiem o mocy 24 kW – wówczas drugim pod względem mocy po RTCN Raszyn (120 kW). Tymczasem niemiecki nadajnik w 1935 roku zwiększył swoją moc z 60 kW do 100 kW.
Inauguracja studia bydgoskiego Rozgłośni Pomorskiej PR odbyła się 4 stycznia 1937 r. audycją zawierającą przemówienie prezydenta Bydgoszczy Leona Baciszewskiego. Studio powstało staraniem miejscowych działaczy Rady Artystyczno-Kulturalnej, usytuowane w jednej z sal Teatru Miejskiego. Ogółem, od 4 stycznia do 17 października 1937 r. podstudio bydgoskie nadało 84 audycje lokalne i 28 ogólnopolskich. W dniach 30 października - 14 listopada 1937 r. odbyła się w Bydgoszczy Ogólnopolska Wystawa Radiowa.
W Rozgłośni Pomorskiej przeważała ówcześnie retransmisja ogólnopolskiego programu radiowego, która zajmowała 60-90% całości czasu emisyjnego. Sygnałem wywoławczym Rozgłośni była grana na flecie melodia „Hej flisacza dziatwo”. Ostatnią przedwojenną audycję wyemitowano 3 września 1939. Podczas wojny radiostacja wykorzystywana była przez Niemców. W 1945, wycofujący się naziści wysadzili ją w powietrze.

### Rozgłośnia Pomorska Polskiego Radia w Bydgoszczy 1945-1993
Po zakończeniu wojny, przybyli na Pomorze wysłannicy utworzonego w listopadzie 1944 roku (dekret PKWN) przedsiębiorstwa „Polskie Radio”. Wobec zniszczenia rozgłośni w Toruniu, rozpoczęto organizowanie Radia od podstaw. Na siedzibę Pomorskiej Dyrekcji Polskiego Radia wyznaczono Bydgoszcz, jeszcze przed podjęciem przez Rząd Tymczasowy decyzji w sprawie ulokowania tu władz województwa pomorskiego. Powołana do życia Pomorska Dyrekcja Okręgowa Polskiego Radia z siedzibą przy ulicy Gdańskiej 50 w Bydgoszczy obejmowała swym zasięgiem olbrzymi teren Pomorza, Kujaw i części Ziem Odzyskanych, ze Szczecinem i Gdańskiem włącznie. Z uwagi na szczupłość tradycji radiowej na Pomorzu, władze Polskiego Radia skierowały tu wybitnych fachowców: inżyniera Franciszka Wąsiaka, Jeremiego Przyborę – spikera przedwojennych rozgłośni warszawskich, Tadeusza Kańskiego – aktora i reżysera ze Lwowa oraz muzyka Arnolda Rezlera.
Powojenna organizacja rozgłośni w Bydgoszczy rozpoczęła się 13 kwietnia 1945 r. Początkowo rozgłośnia działała poprzez sieć radiofonii przewodowej. 1 lipca 1945 r. uruchomiono na Wzgórzu Dąbrowskiego nadajnik 0,8 kW o zasięgu 40 km. Od sierpnia 1945 r. Okręgowa Dyrekcja Polskiego Radia w Bydgoszczy, mieszcząca się w willi przy ul. Gdańskiej 50 rozpoczęła radiofonizację przewodową województwa pomorskiego oraz Pomorza Zachodniego. W 1950 r. przejęło to zadanie specjalnie utworzone Państwowe Przedsiębiorstwo Radiofonizacji Kraju.
25 listopada 1945, odtworzono radiostację w Toruniu o mocy 29 kW z masztem o wysokości 78 m, która zastąpiła nadajnik bydgoski. Toruńska rozgłośnia pozostała jednak podstudiem Rozgłośni Pomorskiej Bydgoszcz-Toruń z siedzibą w Bydgoszczy; posiadała również redakcję wnoszącą wkład programowy w działalność merytoryczną rozgłośni.
We wrześniu 1948 r. placówka otrzymała budynek przy ul. Dworcowej 67 w Bydgoszczy, z przeznaczeniem dla radiofonizacji (powstawał radiowęzeł miejski) i dla służb administracyjnych. W pierwszych miesiącach działalności, wokół radia skupiła się grupa ambitnych i zdolnych pisarzy, publicystów, nauczycieli, działaczy kultury, którzy rozwijali poszczególne formy radiowe. W tym okresie na program składały się materiały trzech referentów: informacyjnego, literackiego i muzycznego. Ich autorami byli: Aleksander Dzienisiuk, Grzegorz Kardaś, Zdzisław Kunstmann oraz Jeremi Przybora.
W lutym 1946 r. Bydgoszcz połączono z ogólnokrajowym programem radiowym, w którym znalazła się m.in. pierwsza tego rodzaju w Polsce audycja satyryczna „Pokrzywy nad Brdą” Kardasia, Kunstmanna i Przybory. Z rozgłośnią związana była Orkiestra Symfoniczna Polskiego Radia w Bydgoszczy, pod kierownictwem Arnolda Rezlera, zwana początkowo Bydgoskim Kwartetem Smyczkowym, pod koniec 1945 r. przekształcona w 50-osobową orkiestrę symfoniczną. Orkiestra była wizytówką bydgoskiego radia, a jej repertuar (utwory klasyki polskiej i obcej oraz współczesna muzyka rozrywkowa) znali słuchacze całej Polski za pośrednictwem rozgłośni centralnej. Jej występy nierzadko transmitowano również za granicę. Program radiowy był wówczas nadawany na żywo, gdyż urządzenia do utrwalania dźwięków wprowadzono dopiero w  1950 r. Od 1946 r. siedzibą orkiestry był Pomorski Dom Sztuki. W 1955 r. po rozwiązaniu orkiestry, część muzyków przeniosła się za Arnoldem Rezlerem do Filharmonii Narodowej w Warszawie, a część zasiliła Orkiestrę Symfoniczną Filharmonii Pomorskiej. W 1948 roku Dyrekcja Polskiego Radia zatrudniała 300 pracowników. Redakcją muzyczną kierowali: Felicja Krysiewicz (1945–1946) i Edmund Rezler (1946–1949).
W 1951 r. Rozgłośnia otrzymała budynek przy ulicy Gdańskiej 48 oddając w zamian budynek przy ulicy Dworcowej 67. Kolejne lata przyniosły znaczący rozwój techniczny i programowy rozgłośni. W 1952 r. pozyskano pierwszy wóz transmisyjny i magnetofon montażowy, zaś w 1954 r. samochód transmisyjny wyposażony w magnetofony stacyjne. W 1957 r. powstało połączenie kablowe rozgłośni z Filharmonią Pomorską.
Po uruchomieniu w 1960 roku koło Poznania nadajnika o mocy 300 kW, z masztem o wysokości 200 metrów - rozgłośnia bydgoska rozpoczęła nadawanie swoich audycji na wspólnej fali 407 metrów z rozgłośnią poznańską. Jednocześnie rozpoczął nadawanie  ośrodek nadawczy w Tuszynie koło Łodzi, a w fazie budowy był Telewizyjny Ośrodek Nadawczy w Trzeciewcu koło Bydgoszczy. W tej sytuacji zaprzestano eksploatacji nadajnika toruńskiego. W 1964 roku rozebrano tamtejszy maszt nadawczy, przekazując nadajnik Muzeum Poczty i Telekomunikacji we Wrocławiu. W listopadzie 1974 studio w Toruniu przekształcono w oddział Zakładu Usług Foniczno-Wizyjnych Wifon. Od tamtej chwili w Toruniu istniało Studio Polskiego Radia w Warszawie. Był to pierwszy w kraju punkt korespondencyjny anteny ogólnopolskiej dla szerokiego regionu.
W styczniu 1962 r. oddano do użytku Radiowo-Telewizyjny Ośrodek Nadawczy w Trzeciewcu z masztem o wysokości 320 m, który poza sprawowaniem ważnych funkcji związanych z emisją programu telewizyjnego, przygotowano również do zainstalowania nadajników radiowych w zakresie fal UKF. Nadajniki takie zainstalowane w latach 1963, 1969 i 1972 r. gwarantowały odbiór programów radiowych wysokiej jakości przez całe „duże” województwo bydgoskie, a od 1973 r. także odbiór stereofoniczny.
Pod koniec lat 70. XX w. powstały plany budowy nowej wspólnej siedziby rozgłośni radiowej i telewizyjnej w Bydgoszczy, na Wzgórzu Wolności. Planów tych nie zrealizowano z powodu zaistniałego w latach 80. XX w. kryzysu gospodarczego.
Pod koniec lat 40. XX w. w Rozgłośni Pomorskiej działało 9 redakcji specjalistycznych: informacyjna, reportaży, korespondencji i interwencji, audycji społecznych, dziecięco-młodzieżowych, wiejskich, masowych, literackich, muzycznych. W 1952 r. pojawiły się na antenie radiowej felietony i pogadanki na temat kultury ludowej.
W tych latach dużą aktywność przejawiało także studio radiowe w Toruniu, z którym współpracowali ludzie nauki Uniwersytetu Mikołaja Kopernika. Po 1956 r. wzrosło znaczenie reportażu w twórczości dziennikarskiej, co zaowocowało powstaniem nowych, codziennych magazynów, np. „Echa Pomorza”, nazwanego w 1963 r. „Bydgoskim Radio-Echem”. Pod koniec lat 60. XX w. rozgłośnia emitowała audycje słowno-muzyczne, w tym także satyryczne i rozrywkowe, sportowe oraz dyskusje. W tym okresie nadawano około 3 godzin programu lokalnego i 40 min. programu ogólnopolskiego dziennie. Sztandarowymi pozycjami programu były: „Bydgoskie Radio Echo”, „Dzień Dobry To My”, „Sportowa Zgaduj Zgadula”, „Młoda Godzina”, „Szlakami Przyjaźni”. Charakterystyczną cechą Rozgłośni Pomorskiej był silny związek z twórcami regionalnymi, którzy prezentowali swe utwory w specjalnych programach literacko-muzycznych. W 1971 r. tematykę tych programów wzbogaciły „Radio-Kontakty”, obrazujące różnorodność spraw, jakie nurtują słuchaczy i wymagają interwencji. W latach 70. XX w. zaczęto prezentować muzykę rozrywkową Europy Zachodniej: jazz, soul i rock and roll. W 1990 r. na antenie pojawiły się audycje nocne, wypełnione muzyką rozrywkową, konkursami i reklamami sponsorów audycji. 16 czerwca 1991 r. rozgłośnia jako pierwsza w kraju uruchomiła całodobowy program radiowy.
W okresie Polski Ludowej rozgłośnia w Bydgoszczy zaliczała się do 17 rozgłośni regionalnych Polskiego Radia. Od 18 sierpnia 1990 roku emitowana jest Lista Przebojów Radia PiK (pierwotnie jako Pomorska Lista Przebojów). Obecnie stałymi prowadzącymi są na zmianę Dariusz Gross i Piotr Majewski. Do końca 2020 roku lista emitowana była w niedziele od ok. 20:05 do 22:00 z wyjątkami np. Lista Listopadów lub wcześniej w przypadku emisji zawodów sportowych w programie "Muzyka i sport". Od 2 stycznia 2021 roku Lista Przebojów emitowana jest w soboty. Godziny z reguły są te same co normalnie było w niedzielę.

### Polskie Radio Pomorza i Kujaw – od 1993
Po przełomie politycznym w Polsce, jaki nastąpił w 1989 roku, jednostki radiowe i telewizyjne zostały przekształcone w samodzielne spółki akcyjne, należące do Skarbu Państwa. Powstał wolny rynek mediów, w którym mogli funkcjonować operatorzy prywatni. Pierwszy proces koncesyjny, przeprowadzony przez Krajową Radę Radiofonii i Telewizji w 1993 r. przyniósł przyznanie koncesji trzem komercyjnym rozgłośniom radiowym na terenie Bydgoszczy, zaś Pomorską Rozgłośnię Radiową przekształcono w samodzielną spółkę pod nazwą: Regionalna Rozgłośnia Polskiego Radia w Bydgoszczy „Radio Bydgoszcz ” S.A.. Równocześnie KRRiT powołała pierwszą Radę Nadzorczą i Zarząd Radia. W 2001 r. istniało w Bydgoszczy 5 rozgłośni z miejscowym rodowodem, w tym Radio PiK, które jako jedyne spełniało misję regionalnego radia publicznego.
W latach 90. XX w. przeprowadzono remont siedziby Radia (1996), rozpoczęto nadawanie na falach wysokiej częstotliwości (1994) i wybudowano nadajniki w Szpetalu koło Włocławka (1999) i w Cielętach k. Brodnicy (2004). Od 2003 r. rozgłośnia została przestawiona na cyfrowe przetwarzanie dźwięku.
Od września 2013 roku do 22 kwietnia 2015 roku Radio PiK uczestniczyło w eksperymentalnej emisji DAB+. Rozgłośnia była wówczas dostępna na radioodbiornikach naziemnej radiofonii cyfrowej znajdujących się w promieniu około 30 km od toruńskiego nadajnika. 30 kwietnia 2015 roku została już uruchomiona regularna emisja DAB+ w Bydgoszczy i Toruniu.
11 kwietnia 2017 roku otwarto nową siedzibę redakcji Polskiego Radia PiK w Toruniu.
W 2020 radio, przy jednoczesnym poważnym spadku słuchalności, uzyskało 400 tys. zł zysku, do czego w głównej mierze przyczyniła się dotacja w wysokości 15,8 mln zł.
W dniu 29 grudnia 2023 r. Polskie Radio PiK został poddany w stanie likwidacji wraz 16 innymi rozgłośniami regionalnymi PR od tej pory jest obecnie pod nazwą: Regionalna Rozgłośnia Polskiego Radia w Bydgoszczy „Polskie Radio Pomorza i Kujaw” S.A. w likwidacji, a likwidatorem tej spółki został Eryk Hełminiak.